# Garzer See
Der Garzer See ist ein auf der Insel Rügen, Landkreis Vorpommern-Rügen, Mecklenburg-Vorpommern gelegener See. Das Gewässer liegt teils auf dem Stadtgebiet von Garz/Rügen im Norden und auf dem Gemeindegebiet Poseritz im Süden. Am nördlichen, sumpfigen Seeende befindet sich der Burgwall Garz/Rügen. Der langgestreckte Flachwassersee verfügt über mehrere kleine Zuflüsse im Norden und einen Abfluss am Südende. Der See ist etwa einen Kilometer lang und bis zu 240 Meter breit. Die Umgebung des Gewässers wird überwiegend landwirtschaftlich genutzt. Mit Renz und Wendorf liegen noch zwei weitere kleine Siedlungen in der Nähe.